# La carroza de Bolívar
La carroza de Bolívar es una novela escrita por el colombiano y premio nacional de literatura Evelio Rosero. Publicada en 2012, narra la historia del Dr. Justo Pastor Proceso López, un reputado ginecólogo pastuso, cuya obsesión desmedida con la figura de Simón Bolívar lo abduce a décadas de estudio. 
La carroza de Bolívar fue presentada en el marco del Hay Festival de Cartagena de Indias, en enero de ese año, donde Rosero «destroza el mito de Simón Bolívar», aunque el mismo autor afirma: «No es mi propósito desmitificar a Bolívar. Solamente decir la verdad, respecto de una mentira que se ha prolongado e hinchado durante 200 años.»
La obra fue ganadora del Premio Nacional de Novela (2014), que concede el Ministerio de Cultura de Colombia.

## Argumento
San Juan de Pasto, (1966) Justo Pastor Proceso, un prestigioso ginecólogo pastuso, prepara la broma que quizá sea la más grande de todos los tiempos y que dará de qué hablar entre todos los moradores de la ciudad. Es 28 de diciembre, día de los inocentes en Pasto, donde se es permitido todo, el Dr. Proceso se viste de gorila, un gorila que hasta a él le provoca miedo. Justo Pastor es aficionado a la historia y entre sus obsesiones esta la vida de Simón Bolívar. El Dr. Proceso ordena la construcción de una carroza para el desfile magno del Carnaval de Negros y Blancos y en dicha Carroza, Bolívar aparecería coronado de emperador y se aludiría su ineficiencia militar, además de su sevicia. 
Sin embargo, presentar a Bolívar de tal manera no tendría cabida en los habitantes de la ciudad ya que muchos han olvidado la historia, donde hasta las guerrillas y grupos subversivos de la región encuentran en él la figura más representativa de la revolución. El alcalde de la ciudad le dice que los habitantes no permitirán que se exhiba la carroza, que ellos han olvidado su historia: «Ya nadie recuerda en Pasto... Los han incorporado eficazmente a la buena historia de Colombia, con toda su retahíla de héroes y santos». El obispo, el coronel, sus amigos y hasta su esposa concuerdan con esto.
Un grupo de estudiantes universitarios, quienes años atrás habían logrado sabotear y cancelar la cátedra de uno de sus profesores, desafecto a Bolívar, decidió destruir la carroza y castigar a su promotor, quien estaba a favor de las opiniones enciclopédicas de Marx y las ideas de José Rafael Sañudo, historiador y filósofo pastuso, autor de un famoso estudio crítico de la vida y la obra de Bolívar.
Cuando la carroza ya ha sido ocultada, ellos buscan otro de sus objetivos, el Dr. Justo Pastor Proceso, y avanzan en medio de la muchedumbre, la música y el jolgorio de carnaval. El Dr., ebrio, disfrazado de simio, también avanza a encontrarse con su destino...

## Contexto
Durante la campaña libertadora de la Nueva Granada, la resistencia que iba en contravía a los intereses liberales de la independencia aunó con una importante participación popular, las zonas donde más se gestó esta resistencia fueron la región caribeña, los Llanos y la zona patiano-pastusa.
Como foco de la resistencia central, San Juan de Pasto debió padecer las inclemencias de una prolongada guerra y la barbarie de  quienes pretendían lograrla. Entre los recuerdos de la historia de la capital del sur están: matanzas, violaciones, destrucción, saqueos e incendios perpetrados por el Ejército Libertador. Uno de esos terribles sucesos fue la Navidad Negra, la masacre cometida por el batallón Rifles, comandados por Antonio Jose de Sucre y a órdenes expresas de Simón Bolívar, el 24 de diciembre de 1822, dejando como saldo centenas de muertos y un evento que en la memoria colectiva de los pastusos podría compararse nominalmente con la masacre de las bananeras, ocurrida esta última en la costa caribe colombiana.

## Sobre el autor
Evelio José Rosero Diago nació en Bogotá, Colombia, el 20 de marzo de 1958. Hizo sus estudios de Comunicación Social en la Universidad Externado de Colombia. En 2006 obtuvo el Premio Nacional de Literatura, otorgado por el Ministerio de Cultura de Colombia, pero fue en 2007, con su novela Los ejércitos, ganadora del II Premio Tusquets Editores de Novela, cuando Evelio Rosero acusó resonancia internacional, pues se ha traducido a doce idiomas y se ha alzado con el prestigioso Independent Foreign Fiction Prize (2009) en Reino Unido y el ALOA Prize (2011) en Dinamarca.

## Obras

### Novelas
- Mateo solo. Entreletras, Villavicencio. 1984
- Juliana los mira. Anagrama, Barcelona. 1986
- El incendiado. Editorial Planeta, Bogotá. 1988
- Papá es santo y sabio. Calos Valencia Editores, Bogotá. 1989
- Señor que no conoce luna. Editorial Planeta, Bogotá. 1992
- Cuchilla. Editorial Norma, Bogotá. 2000
- Plutón. Editorial Espasa-Calpe, Madrid. 2000
- Los almuerzos. Universidad de Antioquia, capo

n. 2001
- Juega el amor. Editorial Panamericana, Bogotá. 2002
- El hombre que quería escribir una carta. Editorial Norma, Bogotá. 2002
- En el lejero. Editorial Norma, Bogotá. 2003
- Los escapados. Editorial Norma, Bogotá. 2006
- Los ejércitos. Tusquets Editores, Barcelona. 2006
- La carroza de Bolívar. Tusquets Editores, Barcelona. 2012
- pelea en el parque cuchilla

### Cuentos
- 34 cuentos cortos y un gatopájaro, selección de textos que publicó en varios medios colombianos entre 1978 y 1981; Destiempo, Bogotá, 2014.

### Poesía
- El eterno monólogo de Llo (poema novelado). Testimonio. 1981
- Las lunas de Chía. Fondo Editorial Universidad Eafit, Medellín. 2006

### Libros infantiles
- Pelea en el parque. Montaña Mágica Magisterio, Bogotá. 1991
- El aprendiz de mago y otros cuentos de miedo. Colcultura, Bogotá. 1992
- Cuento para matar a un perro(y otros cuentos). Carlos Valencia Editores, Bogotá. 1989
- Las esquinas más largas. Editorial Panamericana, Bogotá. 1998

### Teatro
- Ahí están pintados. Editorial Panamericana, Bogotá. 1998